# Villers-en-Prayères
Villers-en-Prayères korábbi község Franciaországban, Aisne megyében. Lakosainak száma 133 fő (2018. január 1.). Villers-en-Prayères Bourg-et-Comin, Longueval-Barbonval, Maizy, Œuilly, Révillon, Viel-Arcy és Les Septvallons községekkel határos.
2016. január 1-jén hat másik korábbi községgel egyesült és az így létrejött Les Septvallons új község része lett.

## Népesség
A település népessége az elmúlt években az alábbi módon változott:
| Lakosok száma | 124  | 154  | 139  | 118  | 108  | 118  | 126  | 129  | 132  | 133  |
|               | 1962 | 1968 | 1982 | 1990 | 1999 | 2008 | 2011 | 2013 | 2017 | 2018 |